# Francisco de Toledo Herrera
Francisco de Toledo Herrera (Cordova, 4 ottobre 1532 – Roma, 14 settembre 1596) è stato un gesuita e cardinale spagnolo.

## Biografia
Di umili origini, e di lontana stirpe ebraica, studiò filosofia e arte a Valencia, e teologia a Salamanca presso Domingo de Soto, famoso teologo spagnolo e cappellano dell'Imperatore Carlo V. Il 3 giugno 1558 entrò nella Compagnia di Gesù di Salamanca e trascorse alcuni mesi di noviziato a Simancas per poi fare la professione di fede nel 1564 a Roma dove risiedeva dal 1559 richiamato dal Superiore generale Diego Laínez. Al Collegio Romano fu nominato maestro dei novizi, professore di filosofia dal 1559 al 1562; professore di filosofia scolastica e teologia morale dal 1562 al 1569. Divenne Rettore di alcuni seminari e in particolare del Collegio Germanico-Ungarico a Roma gestito dai gesuiti. Nel 1569 fu nominato predicatore apostolico e mantenne tale incarico per ventiquattro anni. Contemporaneamente fu nominato teologo della Sacra Penitenzieria, e consultore della Sacra Congregazione dell'Inquisizione Romana e Universale. Gradualmente divenne membro di quasi tutte le Congregazioni della Curia.
Nel 1570 egli partecipò al processo contro l'arcivescovo Bartolomé Carranza de Miranda domenicano di Toledo, prendendone le difese. Nel 1571 accompagnò il cardinale Gianfrancesco Commendone in una missione presso l'Imperatore Massimiliano e il re Sigismondo di Polonia, per organizzare una Lega tra il Sacro Romano Impero e la Polonia contro l'Impero Ottomano. Per le sue qualità fu poi inviato da diversi papi tra i quali: Gregorio XIII, Gregorio XIV, Innocenzo IX ed infine Clemente VIII in varie missioni diplomatiche in Austria, Polonia, Germania, Baviera e nelle Fiandre. Qui a Lovanio, dove l'aveva inviato papa Gregorio XIII, ricevette le ritrattazioni di Michele Baio, le cui tèsi teologiche, ispirate all'agostinismo rigido e precorrenti il giansenismo, erano state condannate da san Pio V. Fu poco dopo inviato in Francia dal re Enrico IV per riconciliarlo con la Chiesa cattolica. Partecipò infine alla revisione della Vulgata.
Nel concistoro del 17 settembre 1593 fu nominato cardinale, primo cardinale gesuita nella storia della chiesa. Ma l'anno dopo 1594 essendo gravemente malato rilasciò le sue dimissioni dal cardinalato per trasferirsi in attesa del trapasso in una casa gesuita. Ma le sue dimissioni non furono accettate.  Lasciò trattati di teologia e commentari su Aristotele. La sua opera più famosa, tradotta in diverse lingue, si intitola Summa conscientiae, seu instructio sacerdotum ac de septem peccatis mortalis, pubblicata postuma a Roma nel 1618.
Morì a Roma il 14 settembre 1596 e fu sepolto nella Basilica Liberiana a Roma.

## Opere
- (LA) Commentarii in prima XII capita sacrosancti Iesu Christi D.N. Evangelii secundum Lucam, Romae, Giovanni Antonio Franzini, Girolamo eredi Franzini, Luigi Zanetti, 1600.

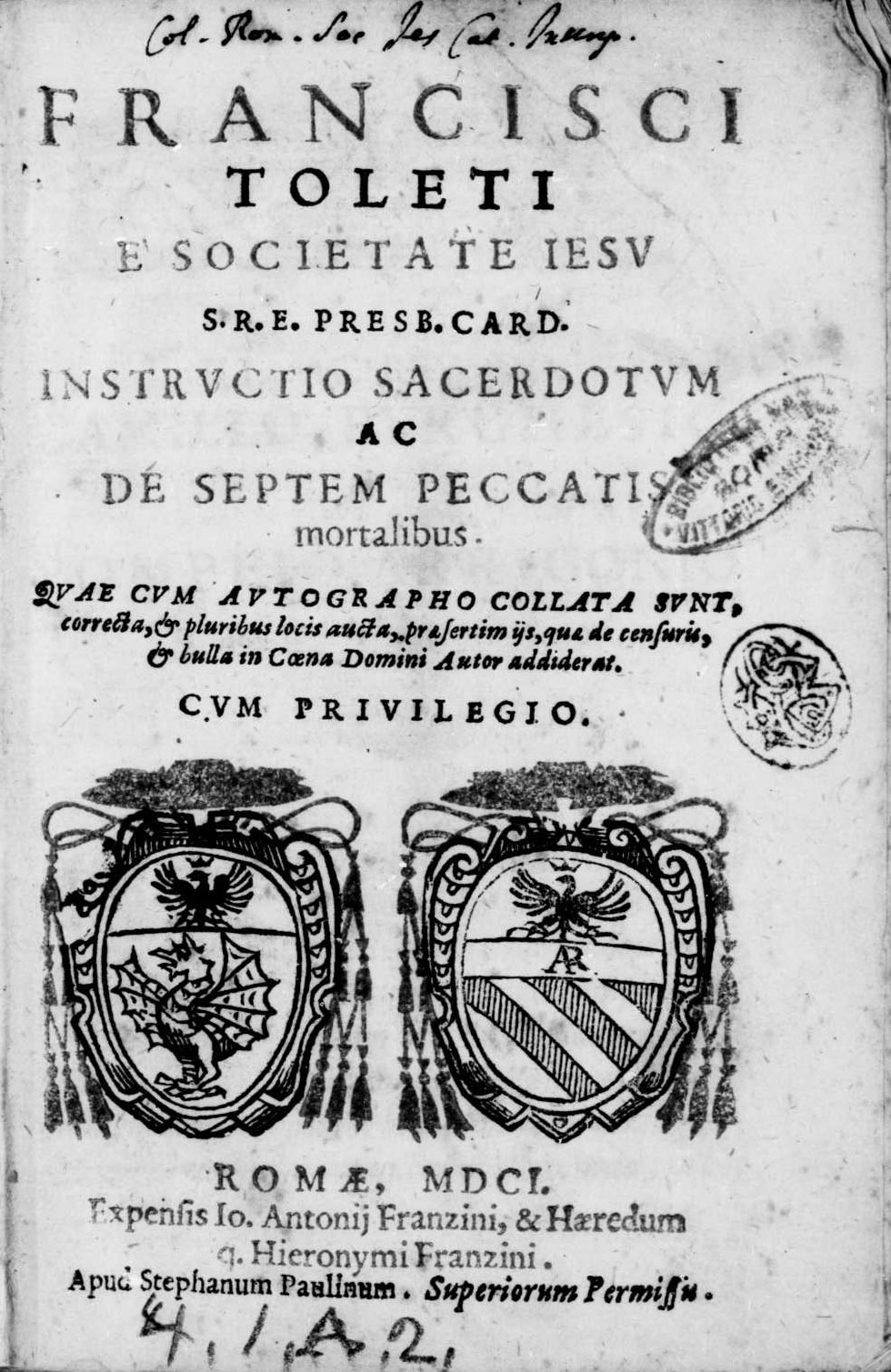
Instructio sacerdotum ac poenitentium, 1601

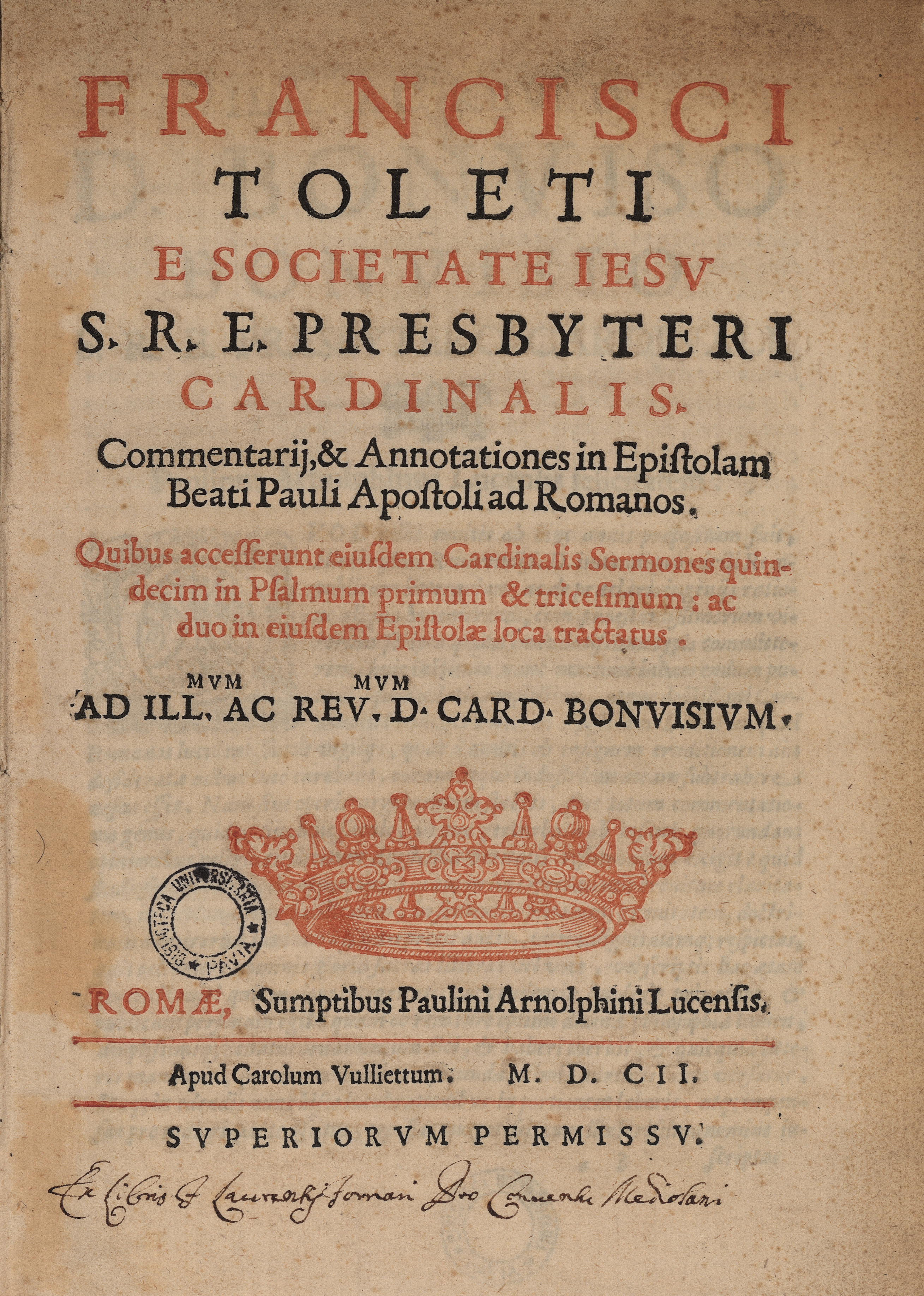
Commentarii et annotationes in Epistolam Beati Pauli apostoli ad Romanos, 1602

- (LA) Instructio sacerdotum ac poenitentium, Roma, Giovanni Antonio Franzini & Girolamo Franzini, eredi, 1601.
- (LA) Commentarii et annotationes in Epistolam Beati Pauli apostoli ad Romanos, Romae, Paolino Arnolfini, 1602.
- (LA) Instructio sacerdotum ac poenitentium, Brixiae, Bartolomeo Fontana, 1624.